# No Mercy (banda)
No Mercy es una banda de pop y música electrónica formado por Frank Farian en Florida en 1991, consistiendo su actual formación en Marty Cintron III (nacido el 24 de septiembre de 1971) y por dos hermanos gemelos, Ariel y Gabriel Hernández (nacidos el 3 de junio de 1971) de Miami, Florida.

## Carrera
No Mercy lanzó su álbum debut homónimo No Mercy (retitulado en Australia como My Promise) y produjo dos sencillos que entraron a los Top 40 del Billboard Hot 100, incluyendo "Where Do You Go" (una versión de "Where Do You Go" de La Bouche de 1994) que llegó los 5 primeros sencillos. El siguiente sencillo fue "Please Don't Go" que llegó al puesto #21. A principios de 1997, No Mercy lanzó una balada romántica titulada "When I Die", de su primer álbum.
Realizaron una versión de la banda Exile, el sencillo #1 de 1978, "Kiss You All Over", que también llegó al puesto #1 en el Hot Dance Club Play en 1998.
El segundo álbum de No Mercy, More, incluyó sencillos como "Hello How Are You", "More than a Feeling" (sencillo de Boston) y "Tu Amor" (sencillo de Jon B., que más tarde también fue versionado por la banda mexicana RBD) que también tuvo mucho éxito.
En el 2002, el sencillo "Don't Let Me Be Misunderstood", fue lanzado para promocionar el tercer álbum de estudio de No Mercy. El productor discográfico decidió adaptar la canción para el álbum debut de Daniel Lopes, Shine On, en el 2003. La banda lo invitó participar en uno de sus álbumes, en el sencillo "Summer Angel".
En octubre de 2007, No Mercy lanzó su tercer álbum, Day By Day, bajo el sello independiente Australiano, Show No Mercy Label Pty Ltd. y por vía iTunes.
Adicional a esto la banda ha realizado la producción de nuevos temas entre ellos la canción "Shed my Skin" en conjunto con Stan Kolev, un tema con la incursión de novedosos ritmos electrónicos.
Frank Farian y Marty Cintron su vocalista han confirmado el lanzamiento de un nuevo disco en el año 2017.

## Discografía

### Álbumes de estudio
- 1996: No Mercy
- 1998: More
- 2007: Greatest Hits
- 2007: Day By Day

### Sencillos
- 1995: "Missing"
- 1996: "Where Do You Go" #5 US, #2 UK, #2 Australia
- 1996: "Please Don't Go" #21 US, #4 UK, #35 Australia
- 1997: "When I Die" #41 US, #2 Australia
- 1997: "Kiss You All Over" #80 US, #16 UK, #47 Australia
- 1998: "Hello How Are You"
- 1998: "Tu Amor"
- 1999: "More than a Feeling"
- 2000: "Morena"
- 2000: "Where Is The Love"
- 2002: "Don't Let Me Be Misunderstood" (con Al Di Meola)